# 圣基尔达亭

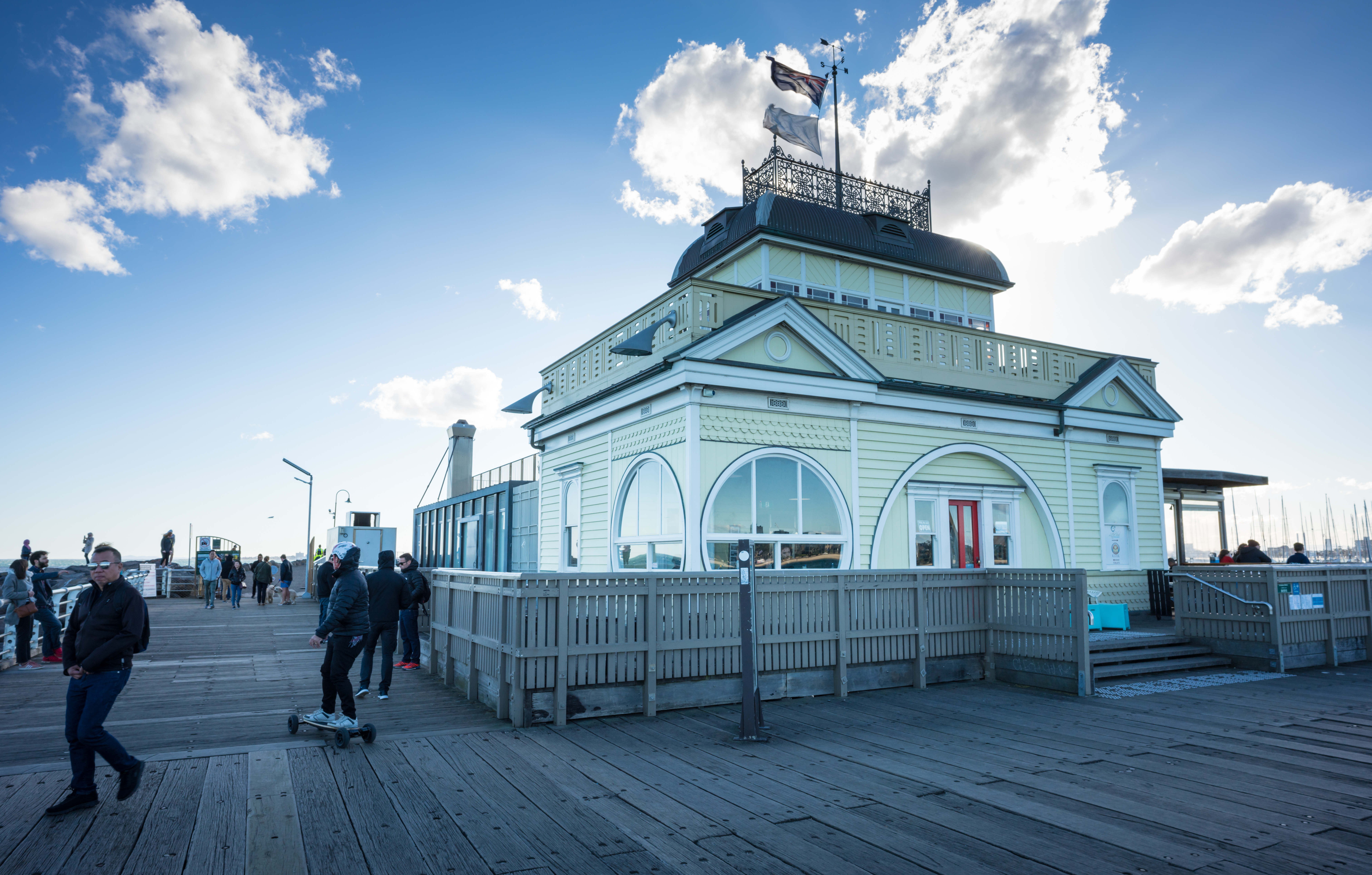
圣基尔达亭

圣基尔达亭（英語：St Kilda Pavilion）是一个历史悠久的亭子，位于澳大利亚维多利亚州圣基尔达的圣基尔达码头（St Kilda Pier）末端，已被列入维多利亚遗产名录。

## 历史
圣基尔达亭由詹姆斯·查尔斯·莫雷尔设计，于1904年建造。。
2003年9月11日，该建筑在一次纵火袭击中被摧毁。在公众大力支持下，该亭按照1903年的原计划进行了重建，利用了一些回收的部件，如铸铁屋顶、装饰性顶篷和风向标。该亭于2006年3月重新开放。

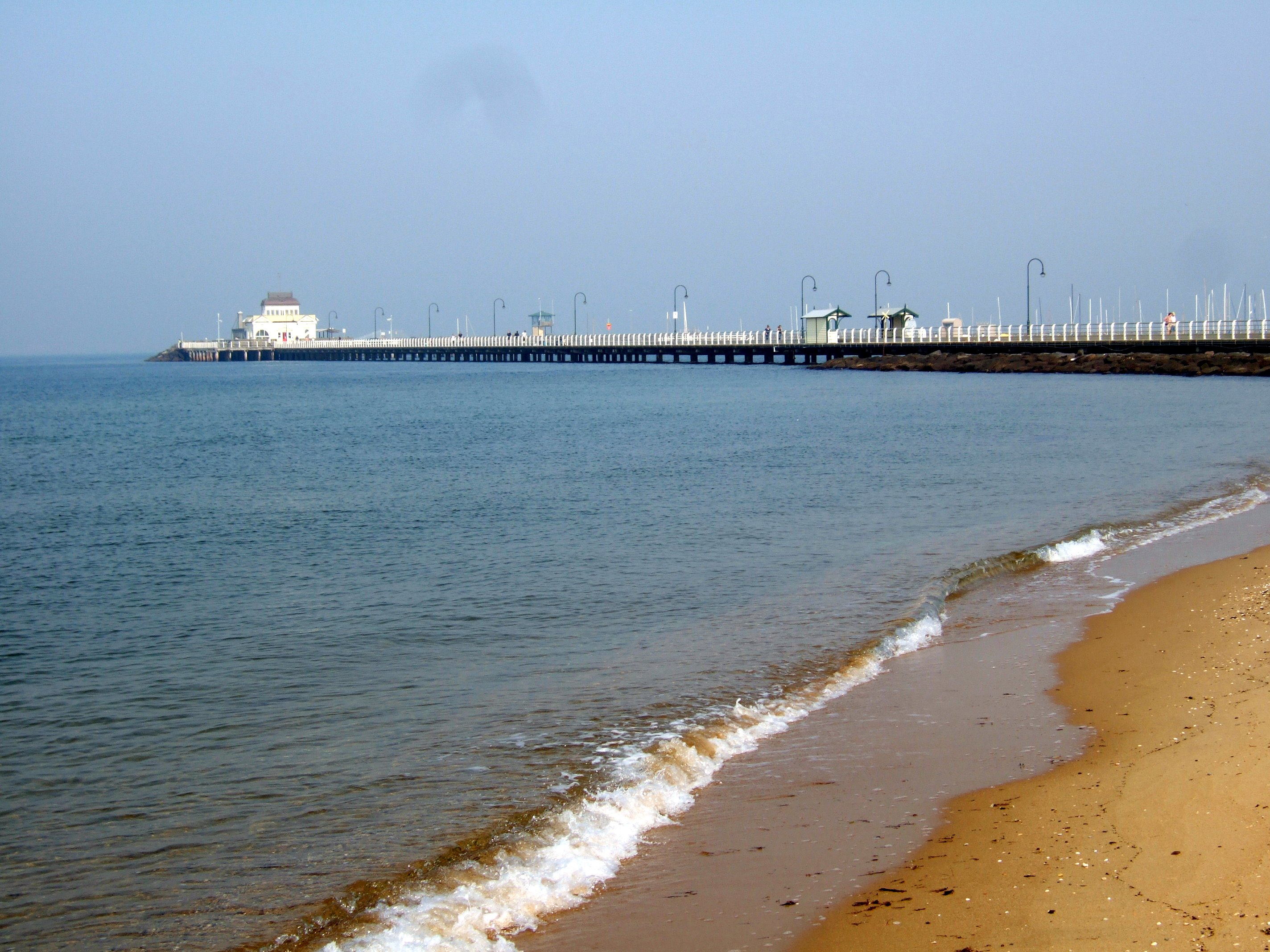
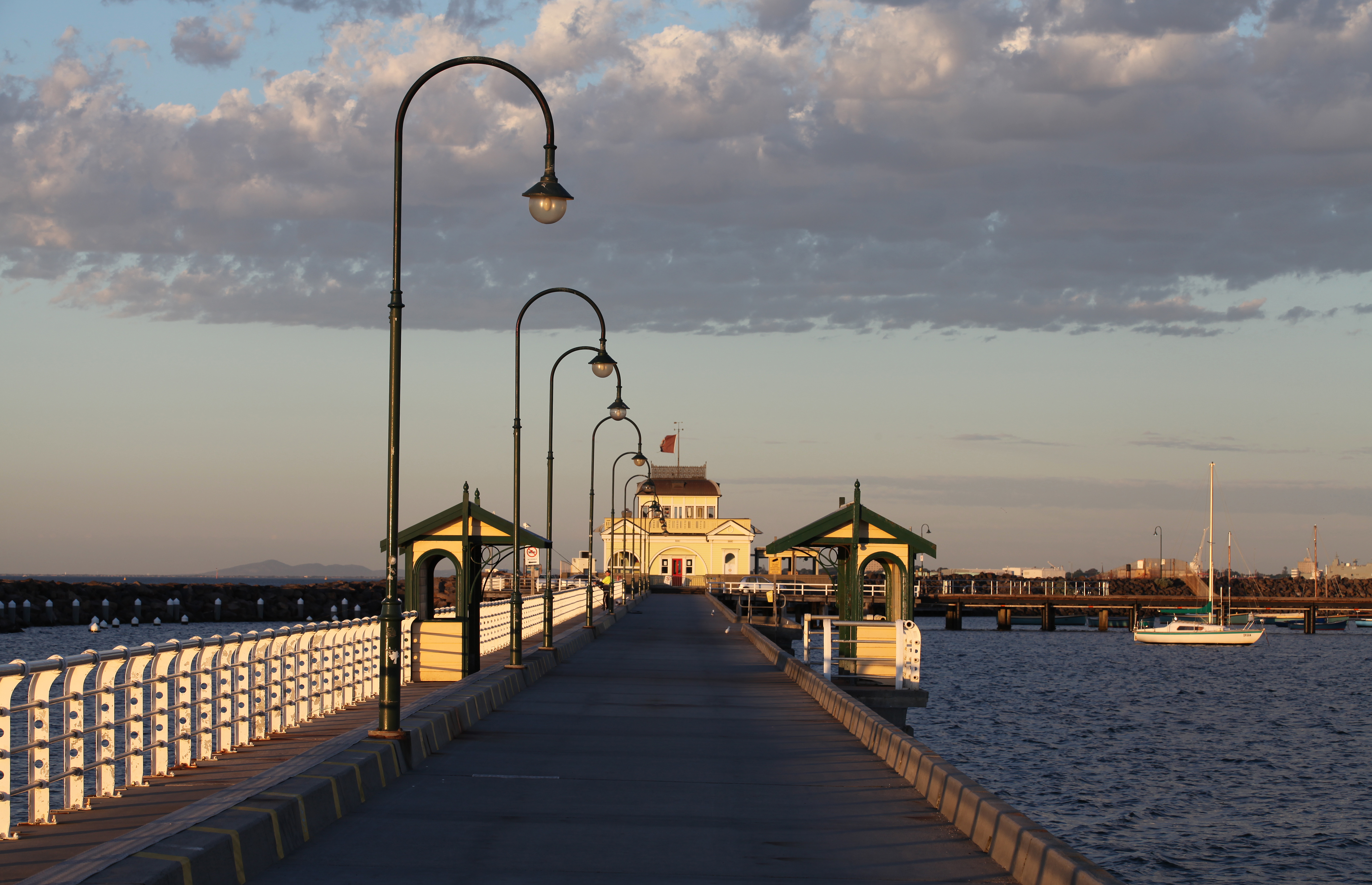
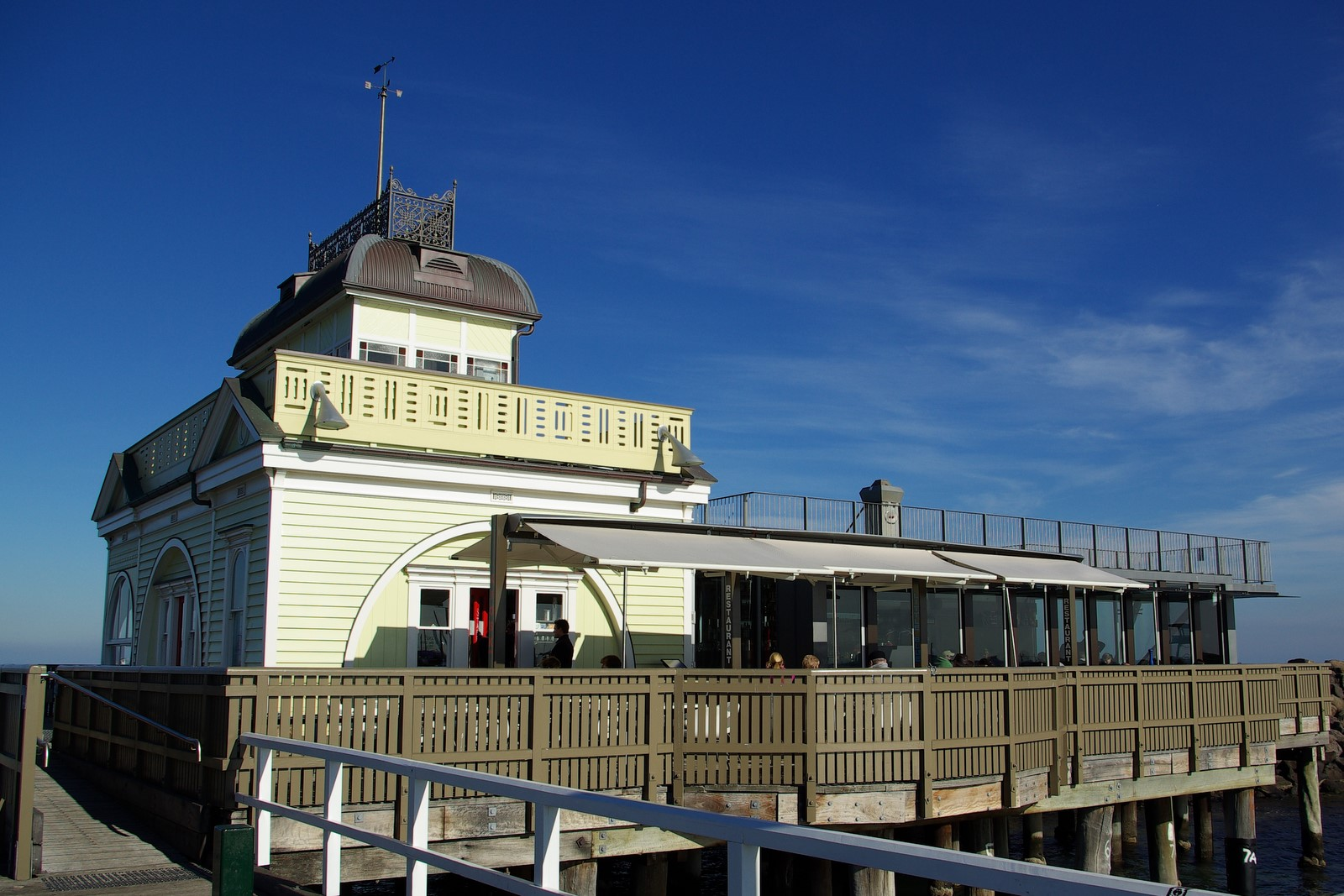